# Liste der Monuments historiques in Ploéven
Die Liste der Monuments historiques in Ploéven führt die Monuments historiques in der französischen Gemeinde Ploéven auf.

## Liste der Bauwerke
| Bezeichnung                | Beschreibung | Standort                              | Kennzeichnung | Schutzstatus | Datum | Bild           |
| -------------------------- | ------------ | ------------------------------------- | ------------- | ------------ | ----- | -------------- |
| Calvaire auf dem Friedhof  |              | Rue des Camélias (Lage)               | PA00090174    | Inscrit      | 1926  | weitere Bilder |
| Kirche St-Méen             |              | Place de la Mairie (Lage)             | PA00090175    | Inscrit      | 1926  | weitere Bilder |
| Quenouille de Sainte-Barbe | Stele        | Route de Cast Route de Goloper (Lage) | PA00090176    | Classé       | 1966  | weitere Bilder |

## Liste der Objekte
- Monuments historiques (Objekte) in Ploéven in der Base Palissy des französischen Kultusministeriums